# Symantec
A Symantec foi fundada em 1982 por Gary Hendrix, e ao longo dos anos tem adquirido diversas empresas. Suas atividades se concentram em segurança da internet e em redes para usuários domésticos e corporações, suas soluções são baseadas em software e aplicativos, com proteção de antivírus, análise de vulnerabilidades, detecção de intrusos, filtragem de conteúdo e de e-mail. Sua maior concorrente é a McAfee
É a Symantec que produz a linha de produtos Norton.
De acordo com o Relatório Symantec sobre Ameaças de Segurança na Internet Volume XIV – a Internet Security Threat Report – só em 2008 foram detectados pela Symantec mais de 1.6 milhões de novos códigos maliciosos. Esse montante equivale a mais de 60% do total de códigos identificados pela Symantec em todos os anos anteriores – uma resposta à rápida proliferação e crescimento do volume de novos ameaças utilizando códigos maliciosos. Essas identificações ajudaram a Symantec a bloquear cerca de 245 milhões de ataques por códigos maliciosos por mês durante 2008 em todo o mundo.
Em 2010, o mesmo relatório State of the Enterprise Security indica que 75% das empresas no mundo todo sofreram algum tipo de ciberataque em 2009, o que gerou gastos em média de US$ 2 milhões por empresa. A pesquisa foi feita em janeiro com 2,1 mil empresas em 27 países, sendo 73 empresas no Brasil.
A sede da empresa é em Mountain View, Califórnia, sendo que a empresa atua em vários países.
A Symantec existiu até 2014. A partir daí, o negócio dividiu-se em dois negócios independentes de segurança digital e gerenciamento de informação. Em 2019, a Broadcom concluiu a compra do negócio de segurança corporativa por US$10,7 bi.